# Duitse pinscher
De Duitse pinscher is een hondenras.

## Geschiedenis en oorsprong
Sinds het begin van de rasfokkerij in Duitsland rond 1850 is de Duitse pinscher amper veranderd. De Duitse pinscher vertegenwoordigt een heel oud Duits hondenras, dat sinds 1880 in het "Duitse hondenlogboek" werd genoemd. Rond 1952 wist Werner Jung het ras te redden. In 1958 werd er weer een worp gemeld. De kleinere versie van de Duitse Pinscher is de Dwergpinscher. De Duitse pinscher is een van de voorouders van de dobermann. De Duitse pinscher en de Middenslagschnauzer zijn van oorsprong dezelfde soort en te onderscheiden op basis van de beharing. Ze stammen zeker niet af van de Engelse Manchesterterriër. 
De gladharige pinscher verschilde van het begin af, in zijn kleur en de korte haarlaag, van de ruwharige. De meeste waren zwart met lichtbruine tekeningen, monochromatisch in de kleuren bruin tot karmozijnrood, peper-zoutkleurig of gewoon blauwgrijs tot zwart. Tegenwoordig is de Duitse pinscher alleen in het tweekleurig zwart-rood (black&Tan) of rood te vinden.
Van origine is de Duitse pinscher een hof- en stalhond, ter bestrijding van ratten en muizen. De Duitse pinscher werd in 1968 voor het eerst in Nederland geïmporteerd; een teef uit Zweden. Twee jaar later kwam ook een reu naar Nederland. In 1971 werd uit beide honden het eerste Nederlandse nestje geboren. In 2014 waren er in Nederland ongeveer 450 tot 500 Duitse pinschers en werden er ongeveer 50 pups per jaar geboren.

## Aard
De Duitse pinscher is, mede vanwege zijn grootte en korte haar, een zeer aangename familie, waak- en gezelschapshond. Vanwege zijn temperamentvolle karakter is hij een ideale sportmaat bij hondensporten en een goede vrijetijdspartner.

## Standaard
De Duitse pinscher is kortharig, middelgroot, slank met vloeiende contouren en heeft een elegante, vierkante lichaamsbouw. Hij is even sterk als de Schnauzer. Zijn goed ontwikkelde bespiering wordt vooral zichtbaar in de beweging vanwege zijn korte haar.
In de verhouding van lengte tot hoogte moet de bouw zo vierkant mogelijk lijken. Het hoofd is sterk en langwerpig, zonder uitgesproken achterhoofdsbeen. De Duitse pinscher is een draver. De rug blijft stevig en relatief rustig in balans. Het verloop van de beweging is harmonieus, zeker, krachtig en ongeremd, met een goede stapgrootte. Typerend voor de draf is een ruime en vloeiende beweging met een krachtige duwkracht. De vacht is kort, dicht, glad en glanzend. De kleuren zijn monochroom rood (karmozijnrood, roodachtig bruin tot donker roodachtig bruin) of tweekleurig zwart / rood (lak-zwart haar met rode aftekeningen).
De kleurdelen zijn verdeeld over de ogen, aan de onderzijde van de hals, op de onderste delen van de voor- en achter poten en de voeten, aan de binnenzijde van de achterpoten, onder de staartwortel en twee gelijkmatig verdeelde driehoeken op de borst. De neus is goed gevormd en altijd zwart. De complete schaarbeet heeft 42 tanden, is sterk, goed sluitend en zuiver wit. De lippen zijn zwart, stevig en glad tegen de kaakdelen. De klaporen zijn hoog opgezet, v-vormig, met de binnenranden van de oren tegen het hoofd en naar voren gedraaid in de richting van de slaap. De ogen zijn donker met ovale, zwart gepigmenteerde, goed passende oogleden.

## Eigenschappen / speciale kenmerken
De kenmerkende karaktertrekken van de Duitse pinschers zijn temperamentvol, oplettendheid, trainingsvermogen, goedaardig karakter met veel speelsheid, gehechtheid aan de baas en met een onberispelijke waakzaamheid, zonder een blaffer te zijn. Hij is zelfverzekerd en goed in balans, met slimheid en met een groot uithoudingsvermogen, wat hem tot een aangename familie-, waak- en metgezelhond maakt. Vanwege de grootte en het soepele, gemakkelijk te onderhouden korte haar, is de Duitse pinscher in huis zeer goed te houden en buitenshuis een robuuste, energieke hond, voor alle weersomstandigheden. De hang en drang naar actie van de Duitse pinscher verleidt elke eigenaar om bezig te blijven met de hond, of ze nu gaan wandelen, spelletjes spelen of sporten.

## Levensverwachting
De levensverwachting van een Duitse pinscher bedraagt tussen 12 en 15 jaar.

## Uiterlijk
De Duitse pinscher heeft hoog ingeplante, V-vormige knikoren. De vacht is kort en dicht, zonder onderlaag en komt in de kleuren zwart met rode aftekeningen (black and tan) of geheel rood voor. Hij bereikt een schofthoogte van 45 tot 50 cm en een gewicht van 13 tot 20 kg.